# Event Horizon Telescope
Pour les articles homonymes, voir EHT.
L’Event Horizon Telescope ou EHT (littéralement « Télescope de l'horizon des événements ») est un interféromètre astronomique multi continental de radiotélescopes, utilisés pour créer le plus grand « radiotélescope virtuel géant » du monde. Son diamètre est équivalent à celui de la Terre. Combinant les données synchronisées de stations d’interférométrie à très longue base (VLBI), il capture entre autres les premières images de trous noirs de l'histoire de l'astronomie, soit M87* en 2019 (trou noir supermassif de la galaxie elliptique supergéante M87) et Sagittarius A* en 2022 (celui du centre galactique de la Voie lactée), avec un haut pouvoir de résolution permettant d'observer leurs horizons.

## Histoire
Le projet Event Horizon Telescope (EHT) débute dans les années 2000, composé d'un réseau extensible avec le temps de plusieurs observatoires radio, ou télescopes radio, autour du monde (dont NOEMA dans les Hautes-Alpes françaises), informatiquement reliés et synchronisés par interférométrie au moyen d'horloges atomiques pour créer un télescope virtuel géant, à haute sensibilité et haut pouvoir de résolution. Chaque année, depuis la première capture en 2006, l'EHT accueille plusieurs observatoires dans son réseau global. 

Représentation artistique de l'observation de Sagittarius A*, trou noir supermassif du centre galactique de la Voie lactée.
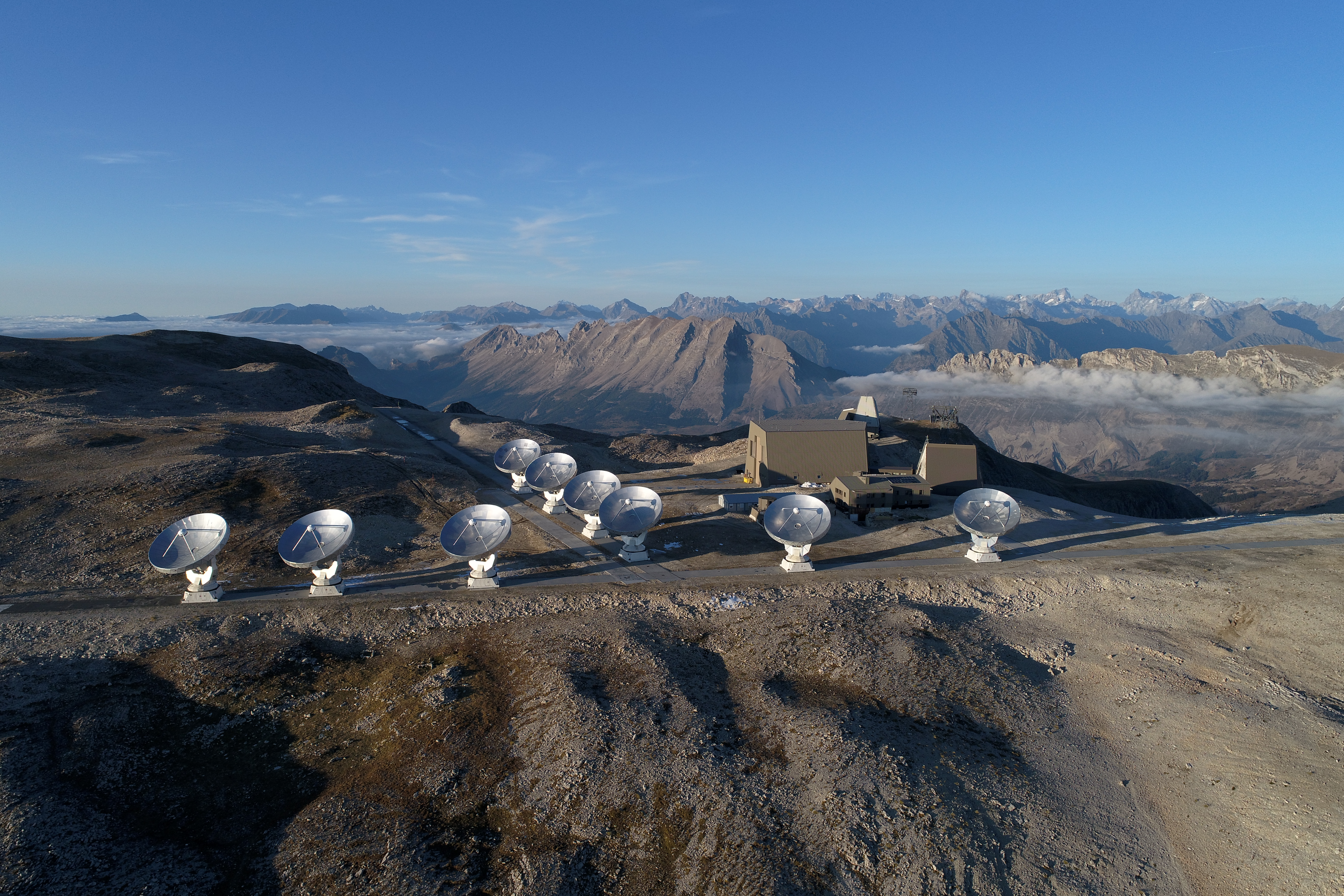
Interféromètre du plateau de Bure de NOEMA, dans les Hautes-Alpes françaises, du EHT.

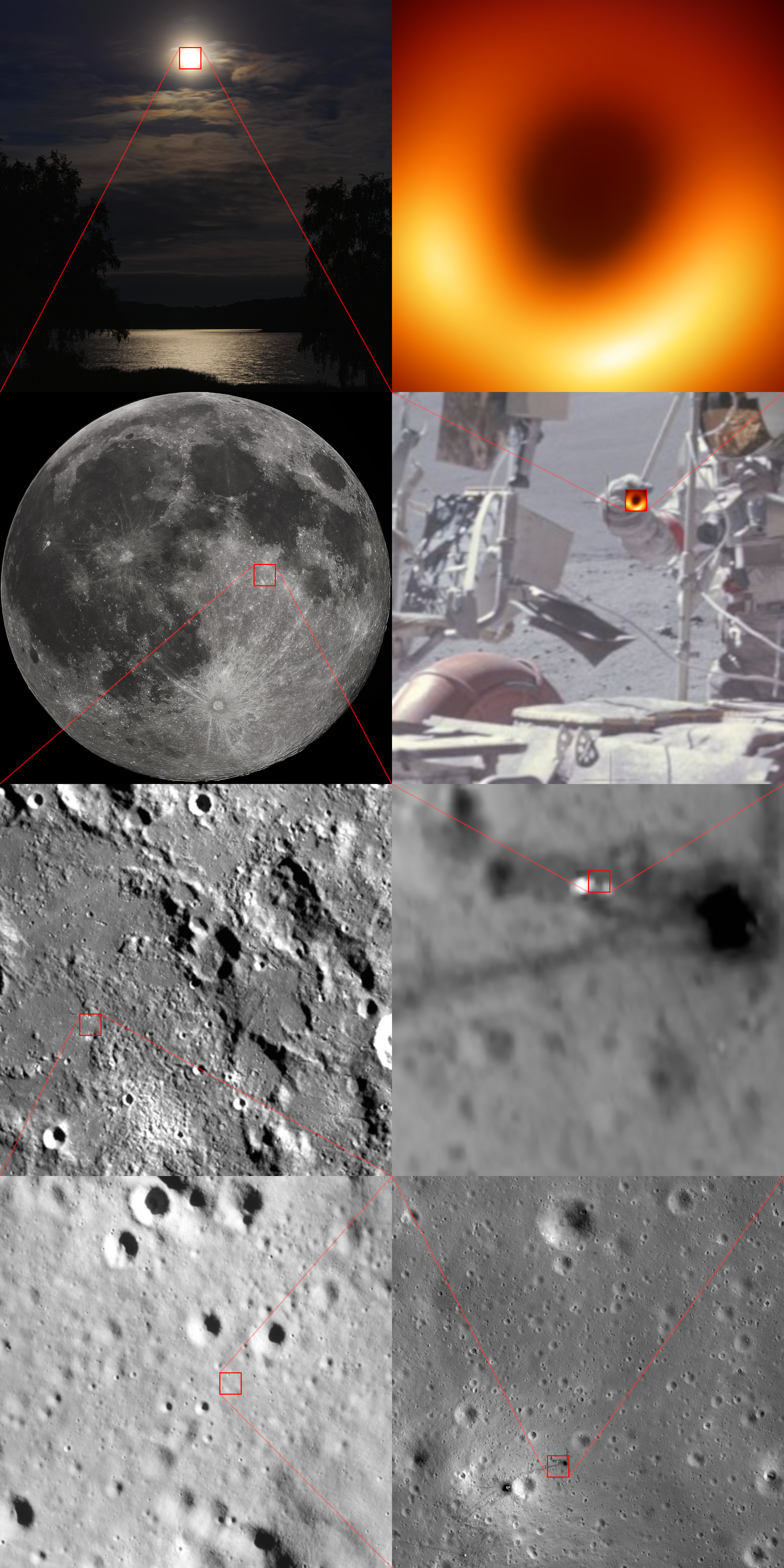
Montage d'images représentant le grossissement atteint par l’Event Horizon Telescope, équivalent à l'observation d'une balle de tennis sur la Lune. Le grossissement part de l'image en haut à gauche (champ de vue approximatif d'un œil humain depuis la Terre), dans le sens antihoraire, et montre le trou noir en haut à droite.

Les premières images du trou noir supermassif M87* (au centre de son disque d'accrétion) situé au centre de la galaxie elliptique supergéante M87,, sont publiées le 10 avril 2019, avec un diamètre de 120 000 années-lumière, pour environ 6,5 milliards de masses solaires (1 500 fois plus massif que Sagittarius A*) à une distance de 55 millions d'années-lumière.

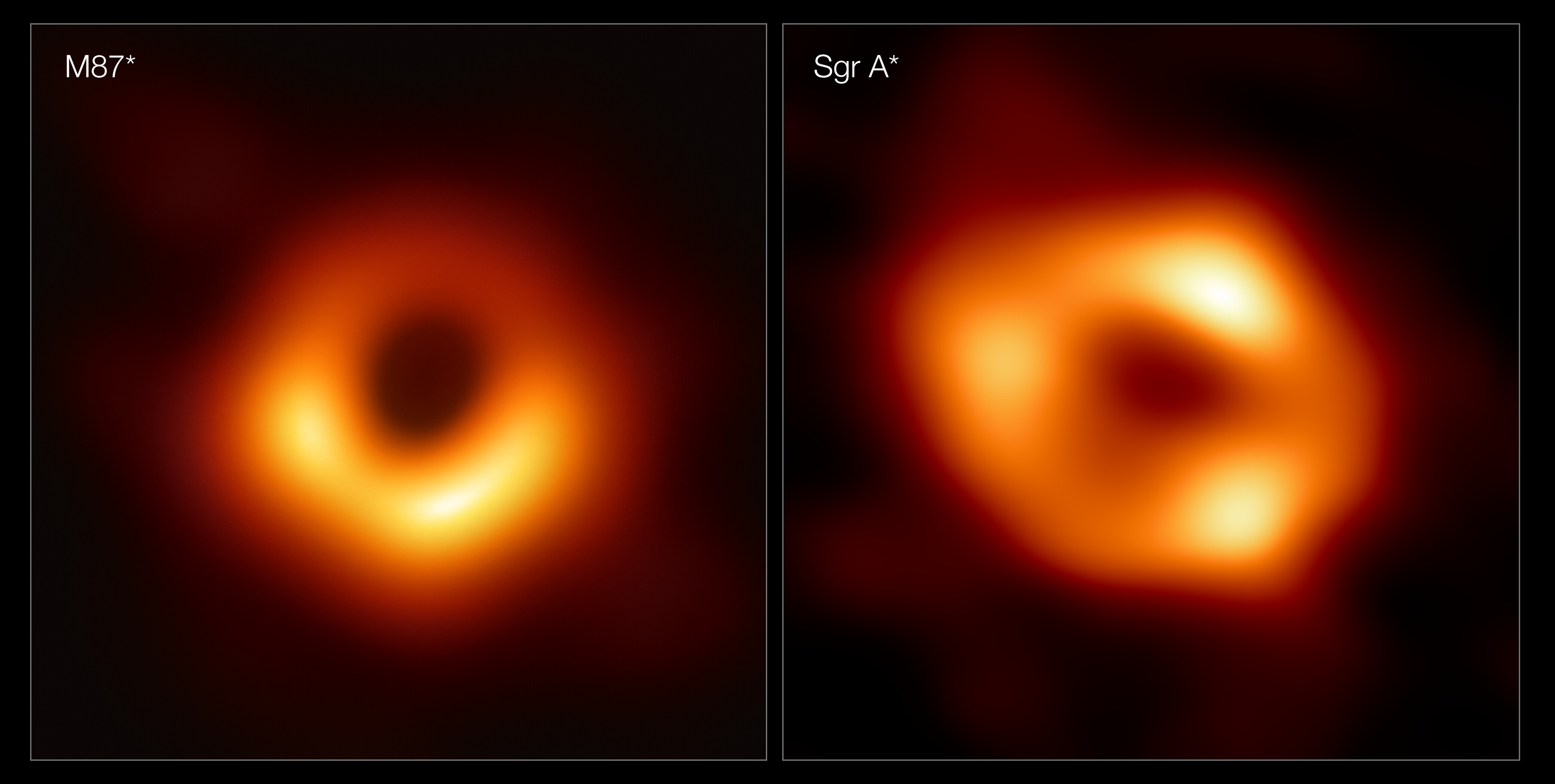
Premières images de trous noirs de l'histoire de l'astronomie (au centre de leurs disques d'accélération) avec M87* (2019) et Sagittarius A* (2022).

Elle permet entre autres de tester à l'extrême, avec succès, la théorie de la relativité générale d'Einstein, ainsi que les modèles théoriques connus des trous noirs. Les données numériques collectées sur les disques durs des différents radiotélescopes, synchronisées par horloge atomique, sont transportées par un avion de ligne (aussi appelé sneakernet) vers l'observatoire Haystack du Massachusetts, où des milliers de téraoctets de données sont traitées, comparées, synchronisées et analysées durant plusieurs années, par des équipes scientifiques internationales, et sur ordinateurs de centre de données avec 800 microprocesseurs, tous connectés sur un réseau de 40 Gbits/s.
La première image reconstituée du trou noir supermassif Sagittarius A*, au centre galactique de la Voie lactée, est publiée le 12 mai 2022 (voir historique des trous noirs), après cinq années de traitements de données. Son diamètre est évalué à 51,8 millions de kilomètres, pour 4,3 millions de masses solaires, à une distance de 26 673 années-lumière.

## Description technique
En utilisant le procédé d’interférométrie à très longue base, de nombreuses antennes radio indépendantes et séparées de plusieurs centaines à plusieurs milliers de kilomètres peuvent être utilisées pour créer un télescope « virtuel » d'un diamètre effectif équivalent à celui de la Terre. Ce projet comprend le développement et le déploiement de récepteurs à double polarisation submillimétrique aux standards de fréquence hyper stable, pour obtenir un interféromètre à très longue base à 230-450 GHz, une meilleure bande passante d'enregistreurs et de filtres de sortie d'interféromètre à très longue base, et la création de nouveaux sites d'interféromètres à très longue base submillimétriques.

## Quelques observatoires et instituts participants
Quelques instituts participants au projet :
- France (NOEMA) Northern extended millimeter array
- Espagne (IRAM) Radiotélescope du Pico Veleta
- Groenland (GLT) Greenland Telescope (en)
- États-Unis : 
  - KP : Arizona,Observatoire de Kitt Peak
  - SMT : Arizona, SubMillimeter Telescope
  - SMA : Hawaï, Submillimeter Array
  - JCMT : Hawaï, James Clerk Maxwell Telescope
- Mexique (LMT) Grand télescope millimétrique
- Chili :
  - ALMA : Vaste Réseau d’Antennes de l'Atacama
  - APEX : Atacama Pathfinder Experiment
- Pôle Sud (SPT) South Pole Telescope

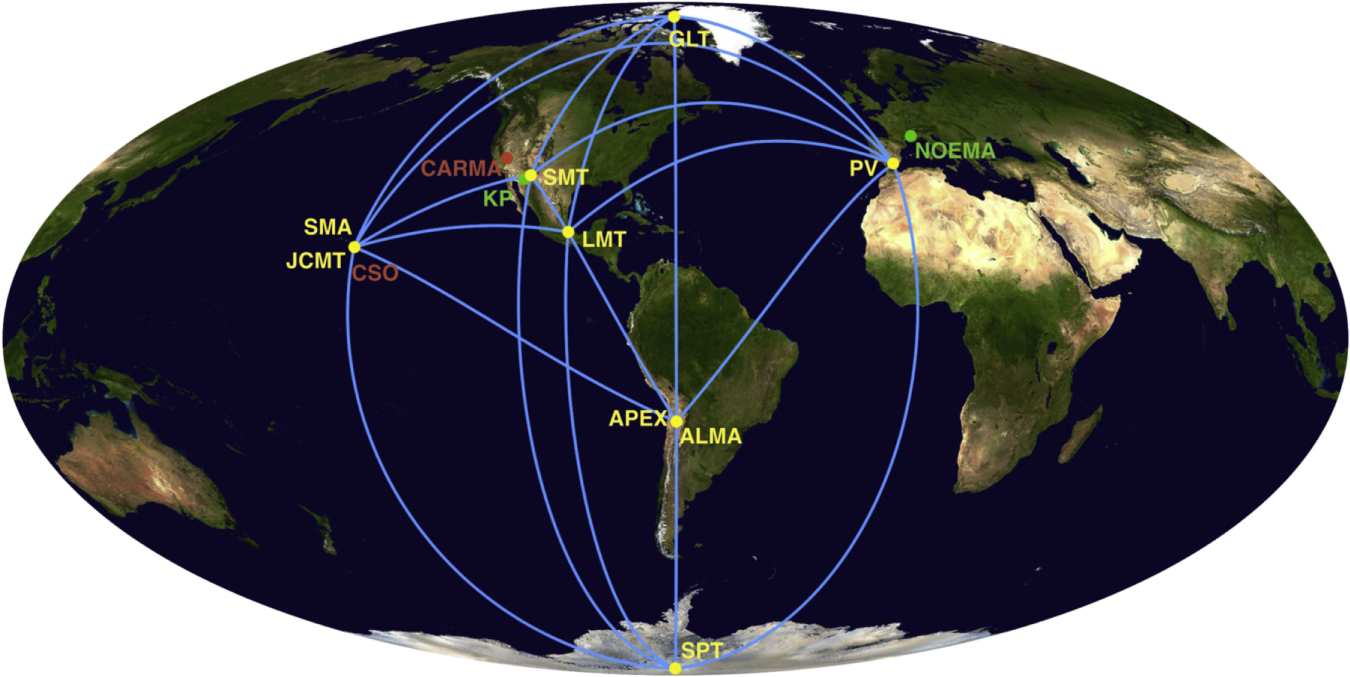
Réseau international de radiotélescopes Event Horizon Telescope (EHT) en 2019.
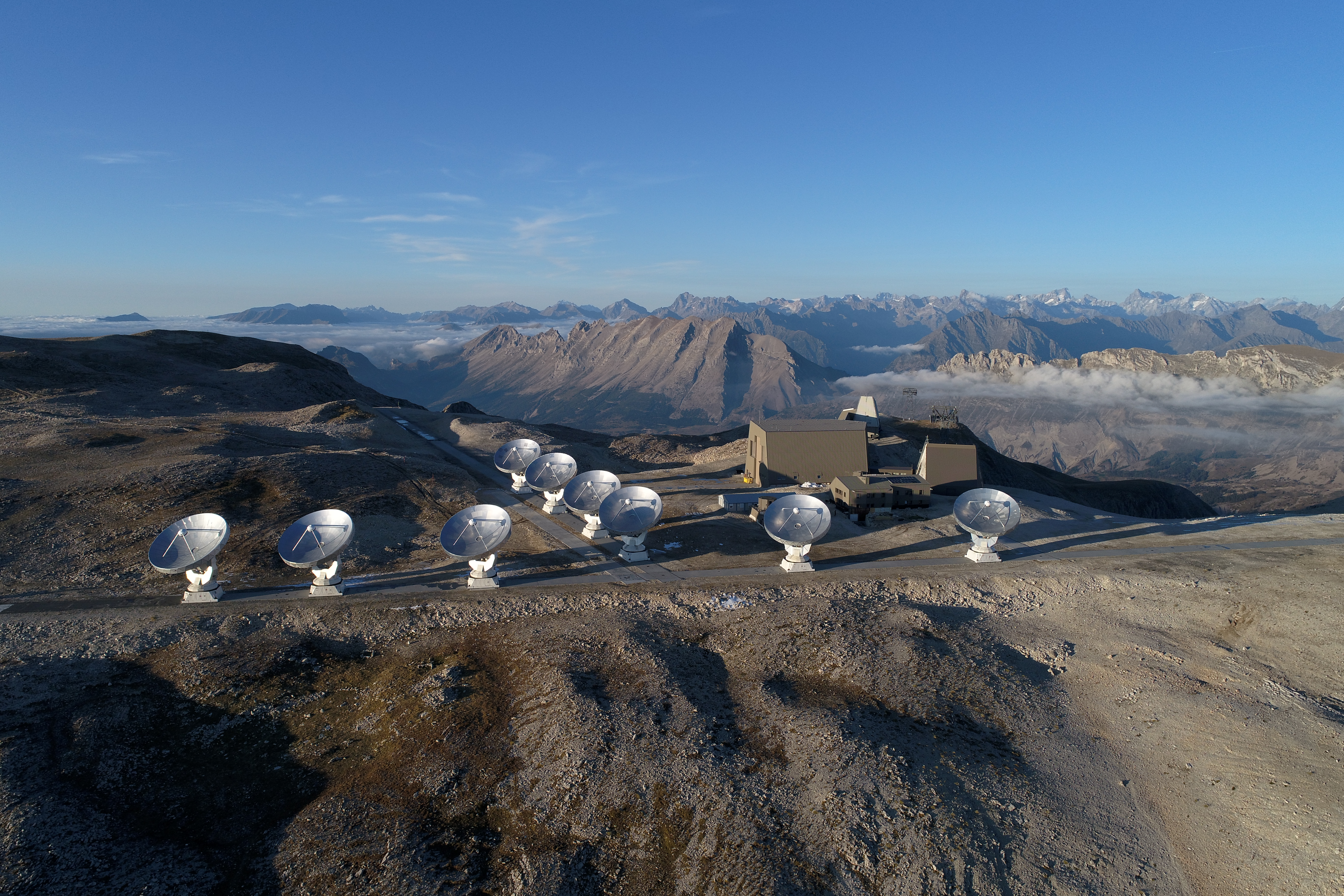
NOEMA (France).
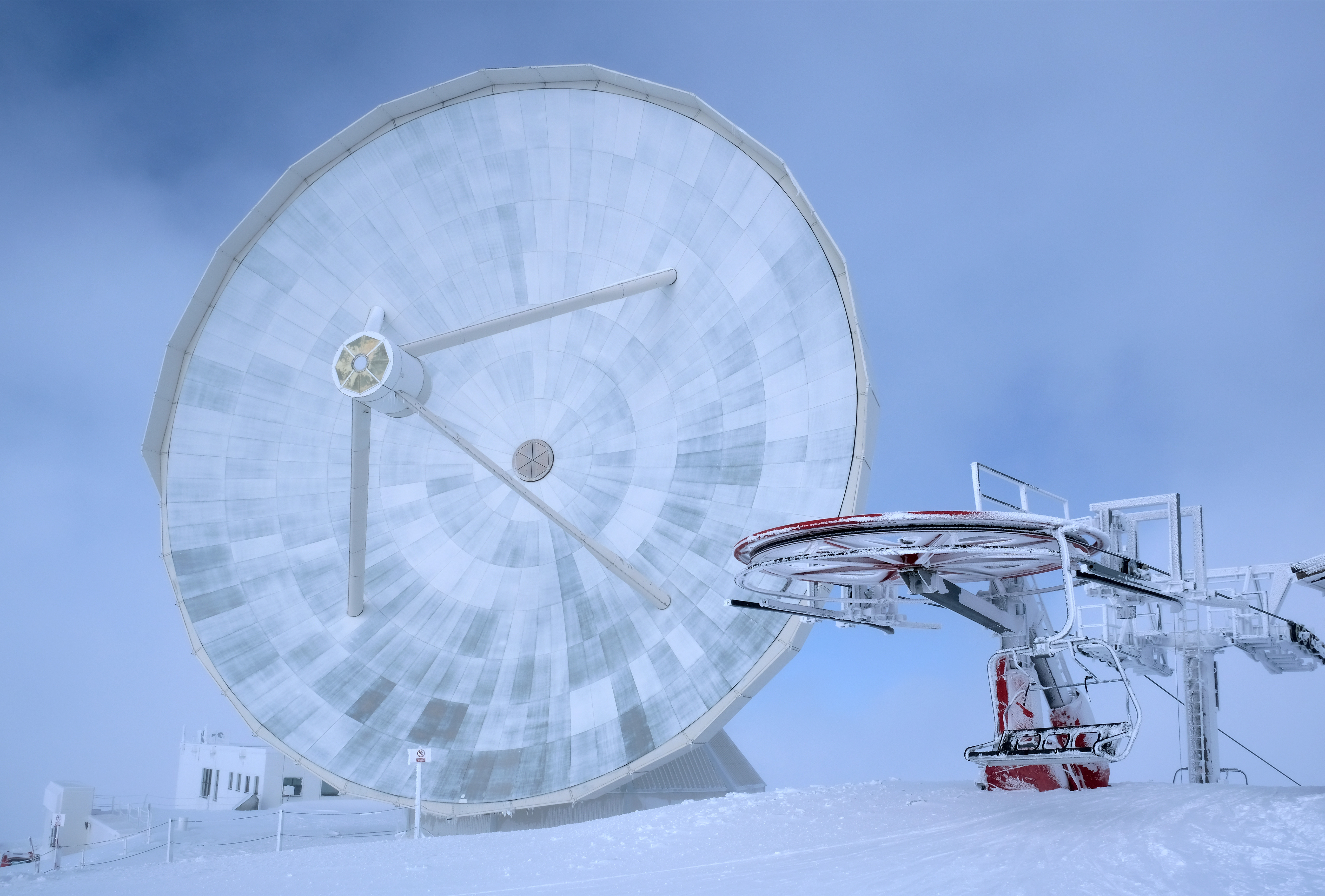
IRAM (Espagne).
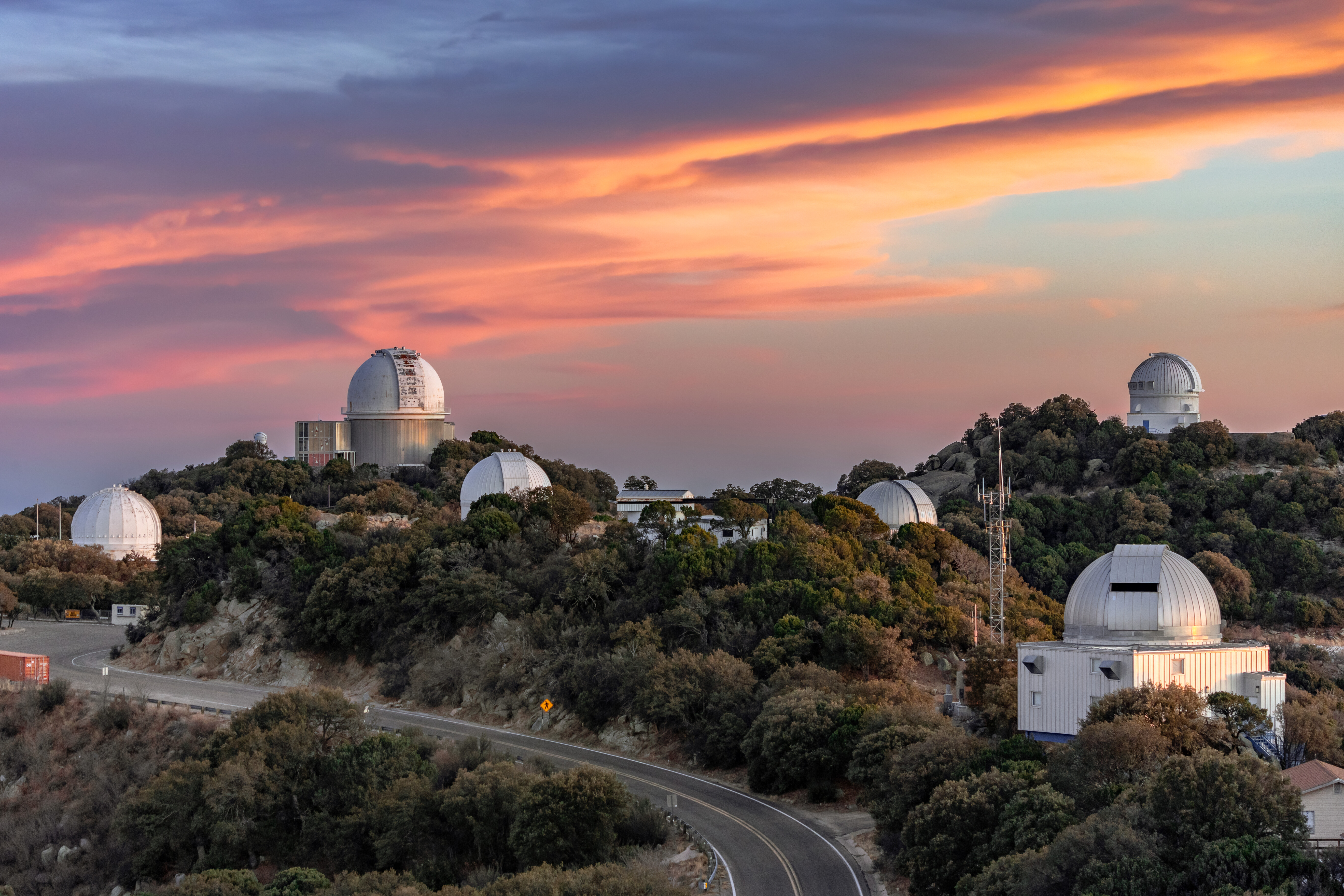
KP (Arizona).
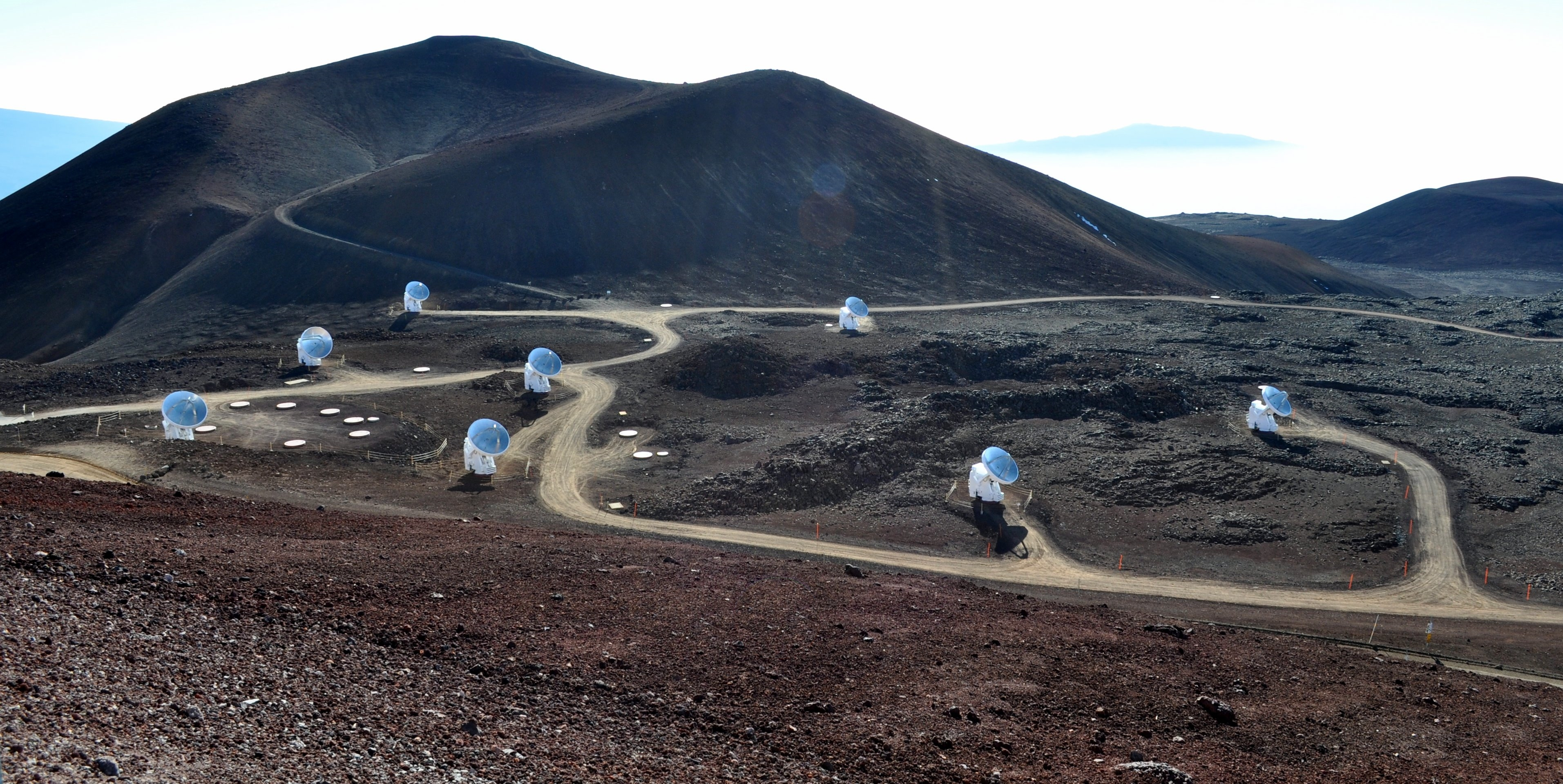
SMA (Hawaï).
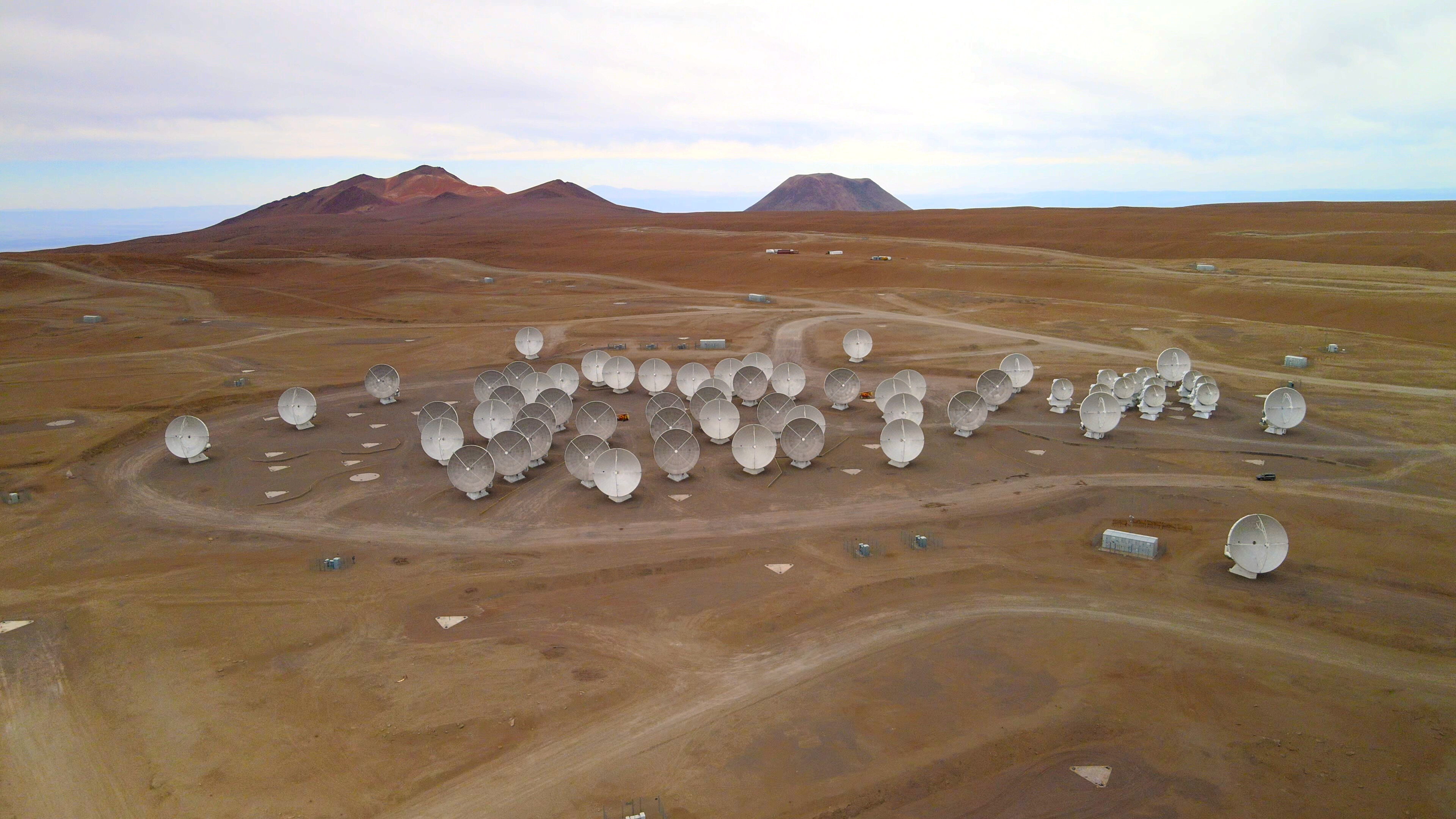
ALMA (Chili).
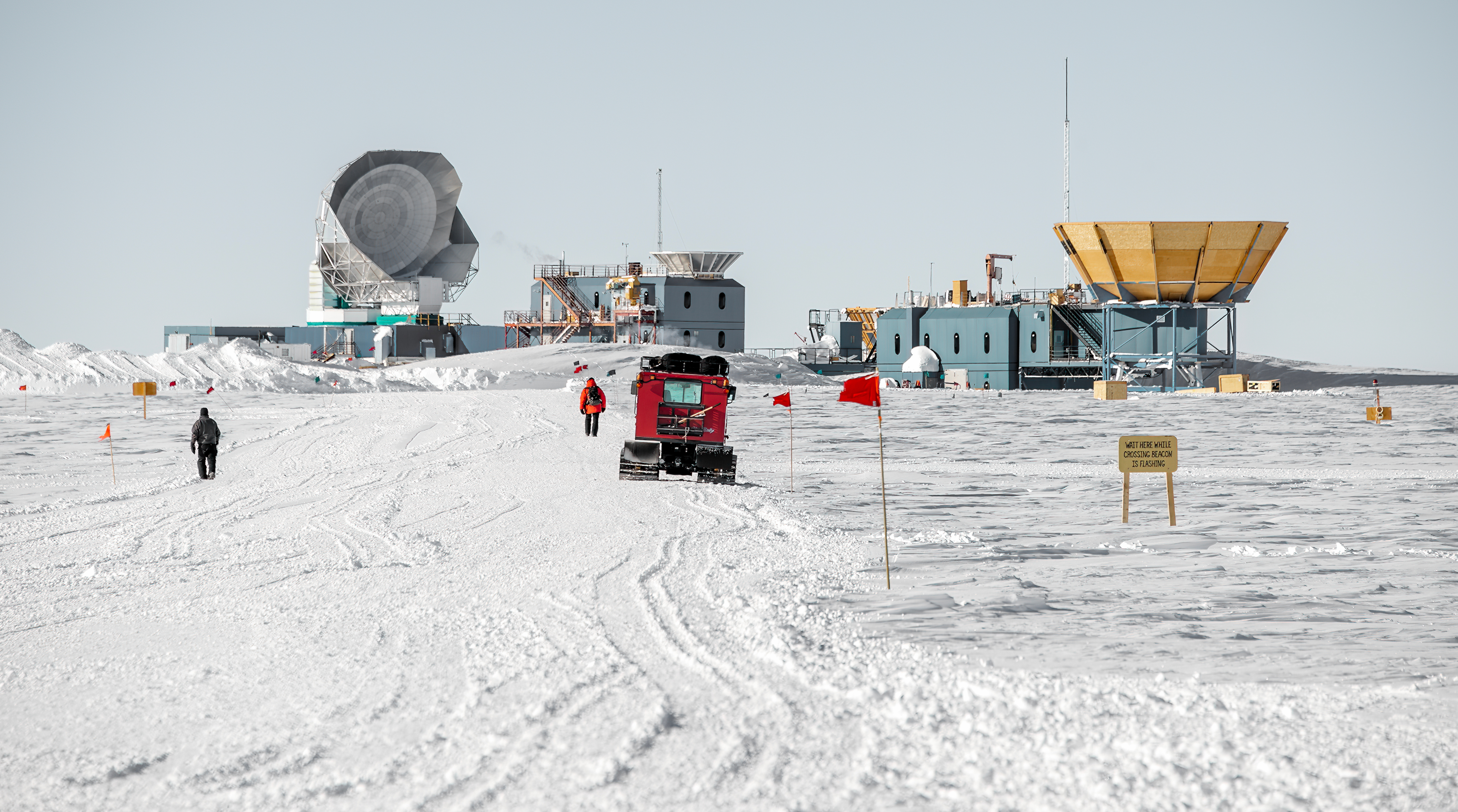
SPT (Pôle Sud).

- Academia sinica Institute for Astronomy and Astrophysics
- Arizona Radio Observatory, Université de l'Arizona
- Caltech Submillimeter Observatory
- Combined Array for Research in Millimeter-wave Astronomy
- Observatoire européen austral
- Université d'État de Géorgie
- Université Johann Wolfgang Goethe de Francfort-sur-le-Main
- Harvard-Smithsonian Center for Astrophysics
- Observatoire Haystack
- Institut de radioastronomie millimétrique
- Institut national d'astrophysique, d'optique et d'électronique (en)
- East Asian Observatory (ja)
- Institut Max-Planck de radioastronomie
- Observatoire astronomique national du Japon
- National Radio Astronomy Observatory
- National Science Foundation
- Université du Massachusetts à Amherst
- Observatoire spatial d'Onsala
- Perimeter Institute for Theoretical Physics
- Laboratoire de radioastronomie (en)
- Université Radboud de Nimègue
- Observatoire astronomique de Shanghaï
- Université de Concepción
- Université nationale autonome du Mexique
- Université de Californie à Berkeley
- Université de Chicago
- Université de l'Illinois à Urbana-Champaign
- Université du Michigan

## Cibles

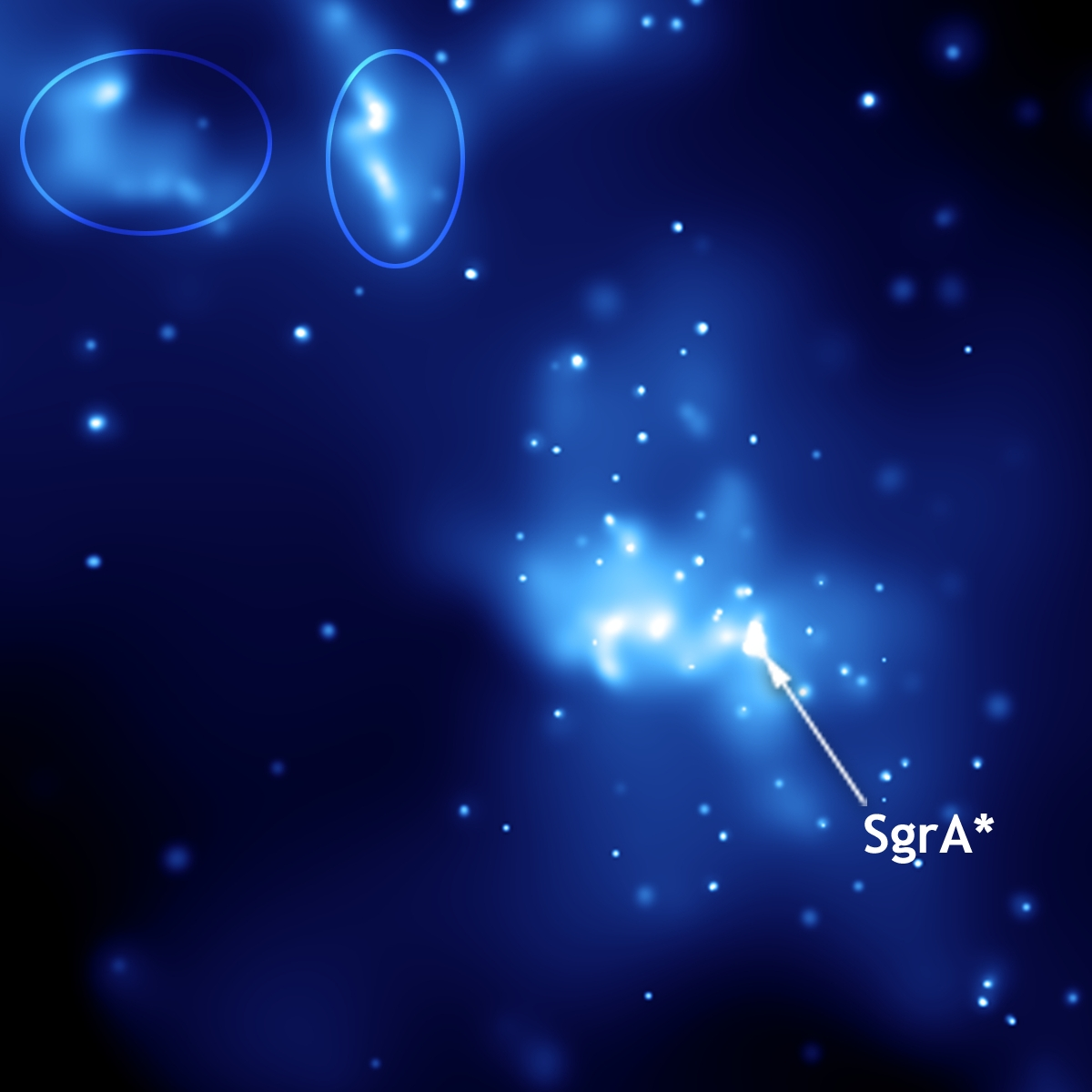
Image du trou noir supermassif Sagittarius A*, au centre galactique de la Voie lactée.

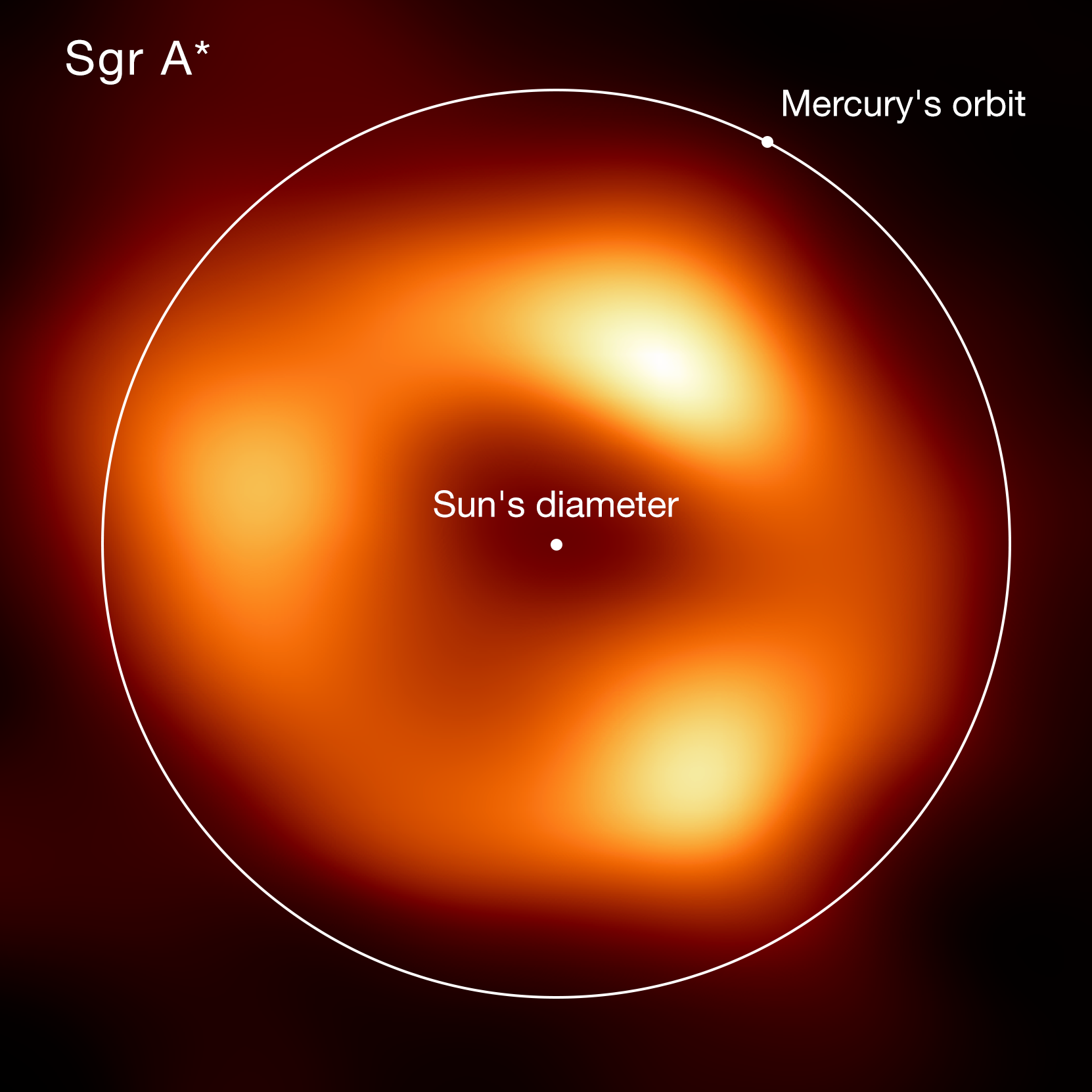
Image de Sagittarius A* obtenue par l’en en 2022 (rapport de taille imagé entre Sagittarius A*, le Soleil (le point au centre) et l'orbite de Mercure).

Les deux premières cibles de l'EHT sont les trous noirs supermassifs Sagittarius A* et M87*. L'astérisque dans ces noms signifie qu'il s'agit de sources quasi ponctuelles et non étendues.

### Sagittarius A*, le trou noir au centre de la Voie lactée

Image polarisée de Sagittarius A* (2024).

Sagittarius A* (Sgr A*) est une source intense d'ondes radio, située dans la constellation du Sagittaire et localisée au centre de la Voie lactée. Initialement non résolue au sein d'une zone d'émission radio plus vaste dénommée Sagittarius A, elle fut par la suite distinguée de l'ensemble des sources formant cette zone d'émission, dont Sgr A Est et Sgr A Ouest.

### M87*, le trou noir au centre de M87
M87* est le trou noir supermassif qui se trouve au cœur de la galaxie M87. Sa masse est estimée à (6,6 ± 0,4) × 109 M☉ et son diamètre est supérieur à celui de l'orbite de Pluton. Autour de ce trou noir se trouve un disque d'accrétion de gaz ionisé, qui est orienté perpendiculairement au jet.
L’Event Horizon Telescope publie les premières images de ce trou noir le 10 avril 2019,.